# Quadriette

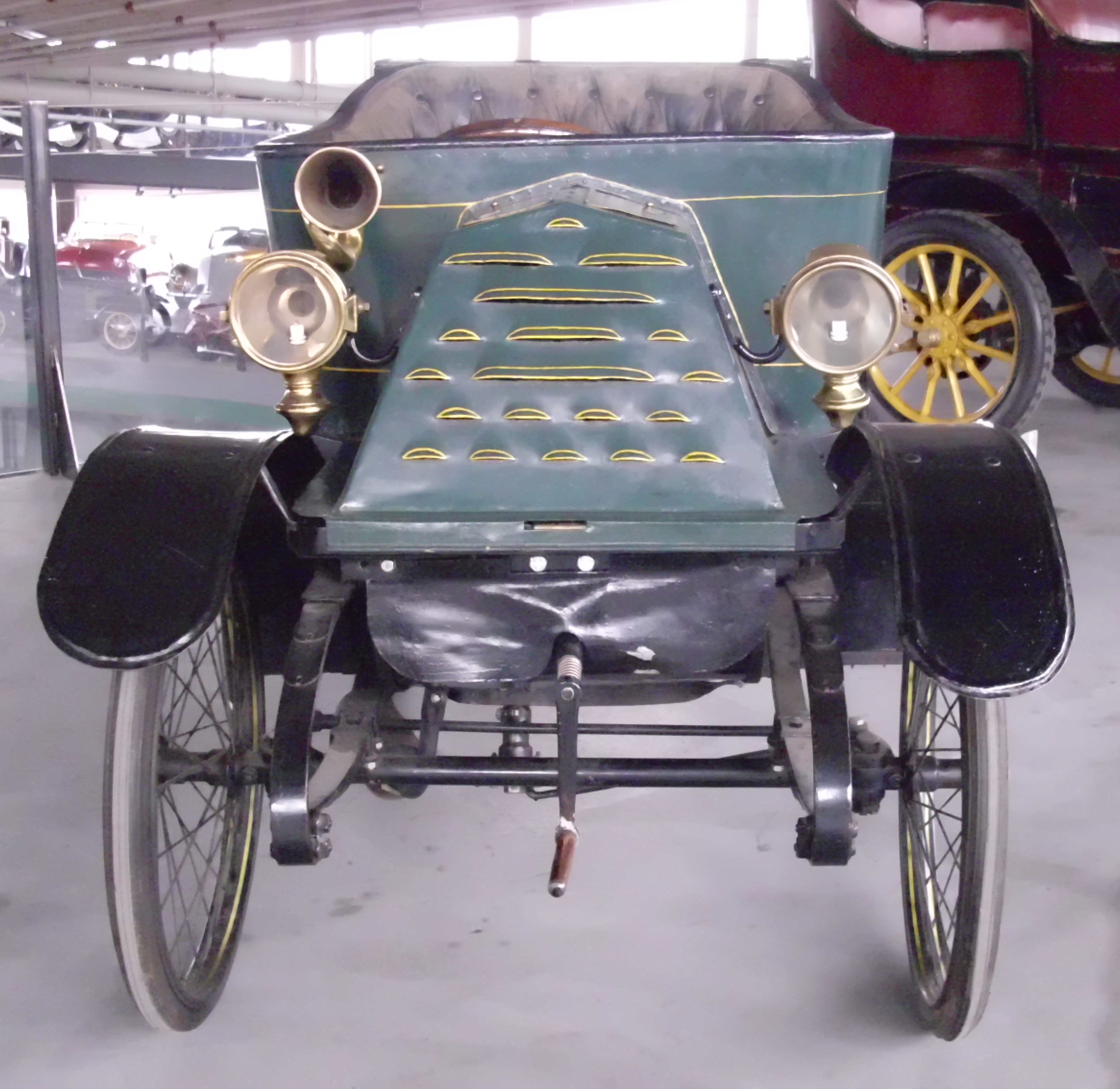
Frontansicht

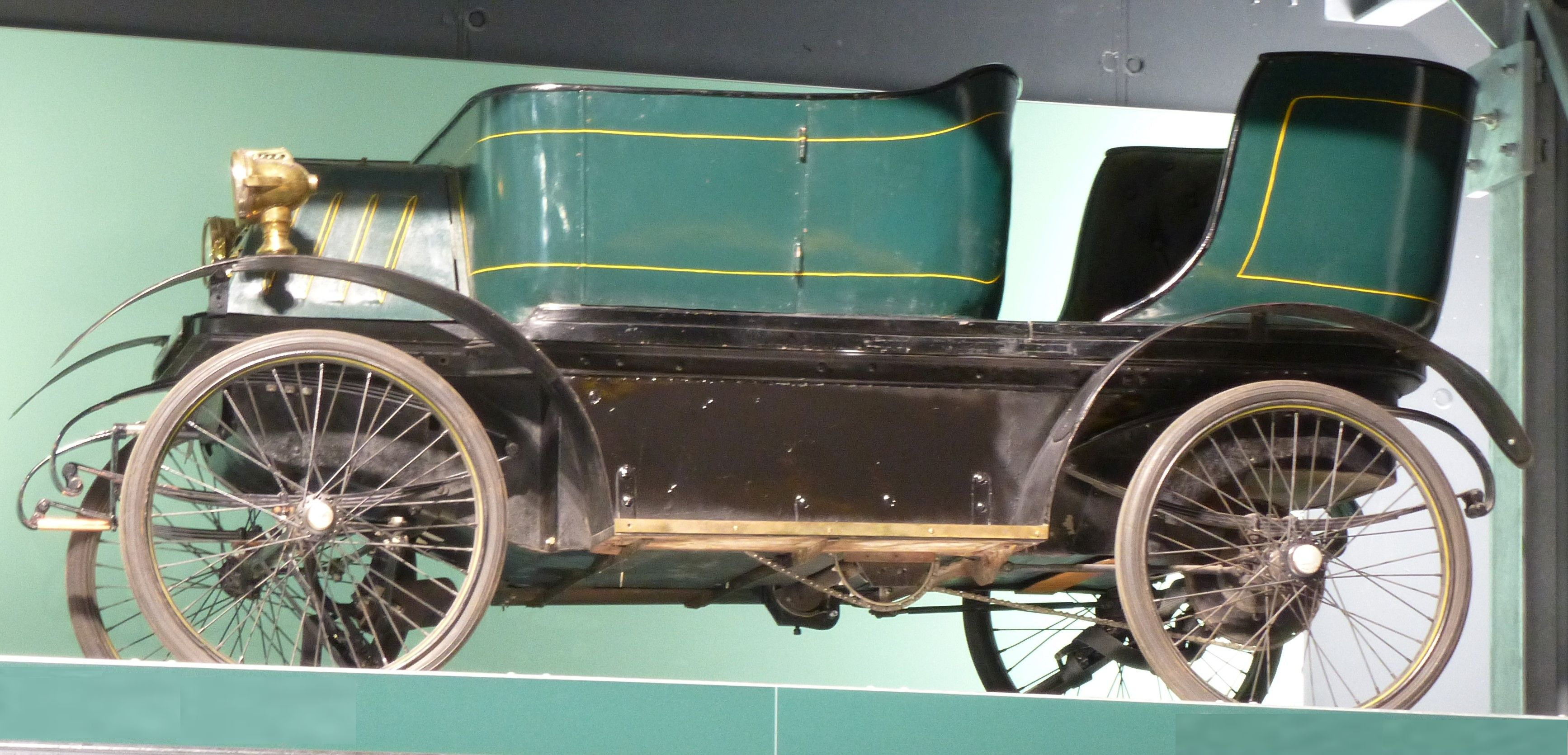
Seitenansicht mit Blick auf die Antriebsketten

Quadriette ist ein Personenkraftwagen von 1898.

## Beschreibung
Hersteller des Fahrzeugs war ein namentlich nicht genanntes Unternehmen aus Frankreich. Es gibt einen Hinweis auf den Produktionsort Puteaux. Allerdings kann damit auch der Sitz des Motorenherstellers gemeint sein. Es ist unklar, ob es das Fahrzeug in die Serienproduktion schaffte. Eine Quelle meint, dass es mit großer Wahrscheinlichkeit ein Unikat ist.
Das Fahrzeug hat vier Räder. Die vorderen werden gelenkt. Der Einzylindermotor mit 301 cm³ Hubraum stammt von De Dion-Bouton. Er ist vorne im Fahrzeug unter einer Motorhaube montiert und wird durch Luft gekühlt. Eine Quelle gibt Reibradantrieb und Hinterradantrieb an. Unter dem Fahrzeug sind Ketten zu sehen, was auf eine Kraftübertragung per Kette schließen lässt.
Der Fahrer sitzt vorne auf einer Sitzbank. Er ist von einer Karosserie umgeben, die zumindest auf der linken Seite eine Tür aufweist. Es ist unklar, ob es rechts ebenfalls eine Tür gibt. Dies ist ungewöhnlich, da offene Fahrzeuge zu der Zeit normalerweise keine Vordertüren hatten, sondern dem Fahrer freien Zugang gewährten. Dahinter befindet sich eine weitere Sitzbank für zwei Personen. Der Zugang erfolgt durch die offene Seite. Hinten gibt es keine Türen. Windschutzscheibe und Verdeck sind ebenfalls nicht vorhanden.
Gelenkt wird mit einem Lenkrad, das fast zentral und nur leicht nach rechts versetzt angeordnet ist. Damals waren noch Lenkhebel üblich. Das Lenkrad hat fünf Speichen.
Die Gesamtkonstruktion ist als modern zu bezeichnen. De Dion-Bouton bot 1898 nur das einsitzige De-Dion-Bouton-Motordreirad und ein zweisitziges Quadricycle mit vorderem Passagiersitz an. Der drei- bis viersitzige De Dion-Bouton Vis-à-Vis mit Heckmotor, Lenkhebel, hinterem Fahrersitz, vorderer Sitzanordnung gegen die Fahrtrichtung und fehlender seitlicher Karosserie befand sich zu der Zeit noch in der Entwicklungsphase.
Das Fahrzeug ist erhalten geblieben. Es war lange Zeit Bestandteil der Sammlung im Schloss Grandson. Während der Sonderausstellung Als die Autos laufen lernten vom 15. April bis zum 8. Oktober 2012 war es im Pantheon Basel im schweizerischen Muttenz ausgestellt. 2018 befand es sich im Verkehrshaus der Schweiz in Luzern.

## Weiteres
Der Karibikstaat St. Vincent und die Grenadinen brachte eine Briefmarke mit diesem Fahrzeug heraus. Die Herstellerangabe De Dion-Bouton und die Modellbezeichnung Quadricycle sind zweifelhaft, das Baujahr 1891 definitiv falsch, denn zu der Zeit stellte De Dion-Bouton noch keine Ottomotoren her, die leistungsfähig genug waren, um so ein mehrsitziges Fahrzeug anzutreiben. Deren einsitziges Motordreirad erschien erst 1895.